# Adalbert Stifter
Adalbert Stifter (Albert Stifter, Oberplan (Habsburg Birodalom), ma Horní Planá, Csehország, 1805. október 23. – Linz, 1868. január 28.) osztrák író, költő, festő és pedagógus, a 19. századi osztrák irodalom egyik kimagasló alakja. Fő művét, Nyárutó (Nachsommer) című regényét a modern irodalmi tudat egyre jelentősebbnek ítéli. 1857-ben jelent meg a modernség másik két korszaknyitó alkotásával, Flaubert Bovarynéjával és Baudelaire A romlás virágaival egy időben. Életművében keverednek a romantikus, biedermeier és realista vonások.

## Élete
A takácsmester, majd cérnakereskedő Johann Stifter legidősebb fiaként született. Apja korán meghalt egy balesetben. Adalbert először apai nagyapja gazdaságában dolgozott, hogy szűkösen élő családját segítse. 1818-ban anyai nagyapja gimnáziumba küldte tanulni.
1828-ban került a Kremsmünsteri apátság gimnáziumába. Az itt eltöltött éveket később élete legszebb időszakának nevezte. Itt kapott beavatást egy másféle természet-, irodalom- és művészetszemléletbe. Rendszeresen vállalt korrepetálást. Itt születtek első verspróbálkozásai (1827). Versein Goethe, Herder és Jean Paul hatása érződött.
1828-ban jogot kezdett hallgatni Bécsben, és jó eredményekkel vizsgázott. Tanulmányaihoz a pénzt házi-tanítóskodással szerezte meg. Fanny Greiplnek udvarolt, de viszonzatlanok maradtak érzelmei. A sikertelen kapcsolat megingatta önbizalmát, bánatát alkoholba fojtotta. 1830-ban egyetemi tanulmányait is abbahagyta.
1829-1830-ban írta meg első prózai művét Julius címmel. 1832-ben és 1833-ban sikertelenül pályázott állami tanári állásokra. 1833-ban végleg szakított vele Fanny, s ekkor ismerte meg Amalie Mohaupt kalaposnőt. 1837-ben összeházasodtak. Felesége szinte beteges költekezése növelte Stifter pénzügyi gondjait. 1839-ben festette első jelentősebb képeit: Blick auf Wiener Vorstadthäuser, Blick in die Beatrixgasse, Ruine Wittinghausen. A Wiener Zeitschrift für Kunst, Literatur, Theater und Mode hasábjain jelent meg a Der Condor 1840-ben, és kedvező kritikát kapott. 1841-ben a Feldblumen elbeszélését közölte az Iris almanach.
1841-től ismét magánórákat adott. Tanítványa volt többek között Metternich osztrák államminiszter fia is 1843 és 1846 között. Heckenast Gusztáv pesti nyomdász és könyvkereskedő, aki már a Der Condort is kiadta, Stifter mellé állt, és támogatta. Kiadta a Wien und die Wiener gyűjteményes kötetet, valamint a Der Hochwald elbeszélést az Irisben.
Stifter újságoknak is dolgozott. 1842-ben az Abdias meghozta számára a sikert, és anyagi helyzete is jelentősen javult. Megszületett a Brigitta (az elbeszélésben magyar témát dolgozott fel), a Das alte Siegel, Der Waldsteig.

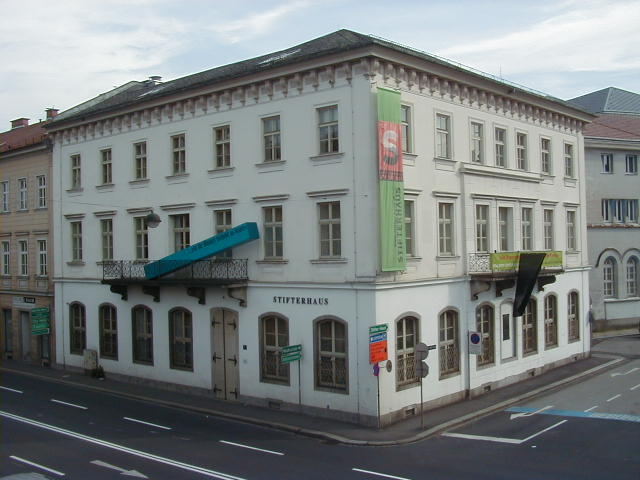
Stifter egykori házában, Linzben működik az Adalbert Stifter Intézet

1848-ban Stifter a forradalmat támogatta, haladó liberálisnak számított, a Nemzetgyűlés választója lett. El kellett hagynia Bécset és Linzbe költözött. Itt adta ki 1849-ben Die Landschule elbeszélését, melyben pozitívan írt a vidéki tanító munkájáról. Újra anyagi gondokkal szembesült. Először ideiglenesen, majd 1853-tól véglegesen tanügyi tanácsosnak nevezték ki.
A Stifter házaspár szenvedett gyermektelenségük miatt. Magukhoz vették Amalie unokahúgát, aki többször megszökött tőlük. 1859 telén ismét szökésben volt a lány, majd a Dunából fogták ki holttestét. Soha nem derült ki, hogy baleset történt-e, vagy esetleg öngyilkos lett. A kislány halála mélyen megrendítette az írót.
Stifter mértéktelenül szeretett enni és inni. Ez az életmód kihatott egészségére, az 1850-es évek végén gyakran kúráltatta magát különböző fürdőhelyeken. Az egyre rosszabbodó egészségi állapota késleltette Witiko című regényének megjelenését. Később tanügyi hivatalát sem tudta már ellátni. Egy jóakarója elintézte, hogy udvari tanácsos címmel nyugdíjazzák. Májzsugorban szenvedett. 1868. január 26-án felvágta ütőerét, majd két nap múlva meghalt. Linzben, a St. Barbara temetőben helyezték örök nyugalomra.

## Művei
- Julius (1830)
- Der Condor (1840)
- Feldblumen (1841)
- Das alte Siegel (1844)
- Die Narrenburg (1844)

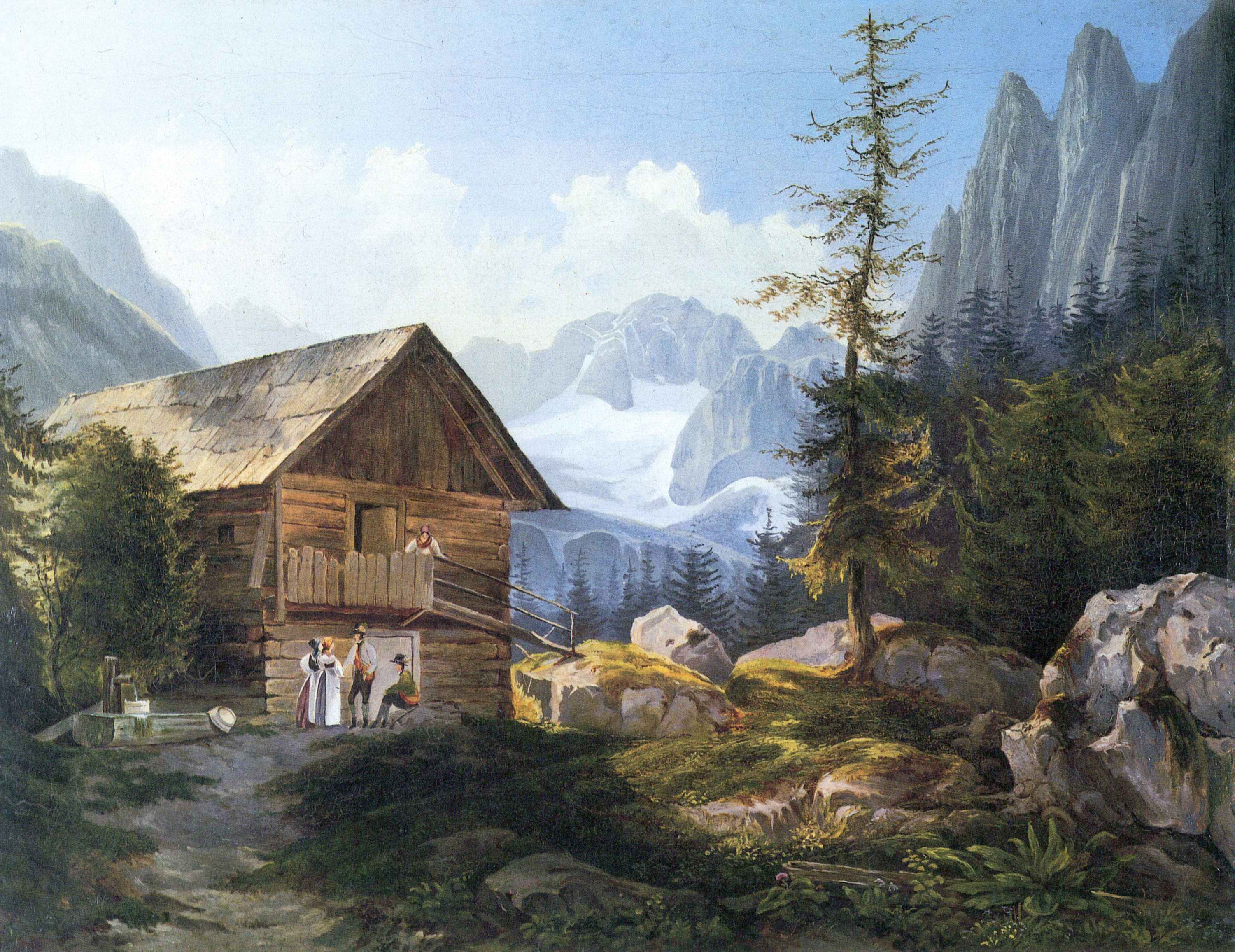
Adalbert Stifter: Im Gosautal

- Studien (6 Bände) – (1844/1847/1850)
  - Das Haidedorf (1840)
  - Der Hochwald (1841)
  - Abdias (1842)
  - Brigitta (1844)
  - Der Hagestolz (1845)
  - Der Waldsteig (1845)
- Der beschriebene Tännling (1846)
- Der Waldgänger (1847)
- Der arme Wohltäter (1848)
- Prokopus (1848)
- Die Schwestern (1850)
- Der Pförtner im Herrenhause (1852)
- Bunte Steine (2 Bände – 1853)
  - Granit
  - Kalkstein
  - Turmalin
  - Bergkristall
  - Katzensilber
  - Bergmilch
- Der Nachsommer (1857)
- Die Mappe meines Urgroßvaters (in drei Fassungen erschienen: 1841/1842; 1847 und 1972)
- Nachkommenschaften (1864)
- Witiko (3 Bände – 1865–1867)
- Der Kuß von Sentze (1866)
- Erzählungen (1869)
- Sämtliche Erzählungen nach den Erstdrucken. Zwei Bände. Herausgegeben von Wolfgang Matz (2005).

### Magyarul megjelent művei
- Költői vázlatok; Heckenast, Pest, 1862
- Brigitta. Beszély; ford. B. J.; Franklin, Budapest, 1877
- A pusztai falu; ford. Szabó Lőrinc; Kner, Gyoma, 1921 (Monumenta literarum)
- Bécs és a bécsiek, életből vett képekben; ford., szerk., utószó Muth Ágota Gizella; Szt. István Társulat, Budapest, 2005
- Adalbert Stifter: Hegyikristály. Két régi osztrák karácsonyi történet / Peter Rosegger: Karácsony éjszakáján; ford. Tandori Dezső; Eri, Budapest, 2005
- Brigitta; ford. Tandori Dezső; Eri, Budapest, 2006 (Kis szerelmes irodalom)
- Nyárutó; ford. Adamik Lajos; Kalligram, Pozsony, 2011
- Színes kavicsok. Hat szívmelengető történet; ford. Muth Ágota Gizella; Szt. István Társulat, Budapest, 2024

## Festményei
- Ruine Wittinghausen (Wien Museum, Schubert-Geburtshaus), um 1833–35
- Der Königssee mit dem Watzmann (Wien, Österreichische Galerie), 1837, Öl auf Leinwand, 36 x 45 cm
- Blick über Wiener Vorstadthäuser – Beatrixgasse (Wien, Österreichische Galerie), 1839, Öl auf Holz
- Blick in die Beatrixgasse (Wien Museum, Schubert-Geburtshaus), 1839
- Mondlandschaft mit bewölktem Himmel (Wien Museum, Schubert-Geburtshaus), um 1850

## Fordítás
- Ez a szócikk részben vagy egészben a Adalbert Stifter című német Wikipédia-szócikk ezen változatának fordításán alapul.  Az eredeti cikk szerkesztőit annak laptörténete sorolja fel. Ez a jelzés csupán a megfogalmazás eredetét és a szerzői jogokat jelzi, nem szolgál a cikkben szereplő információk forrásmegjelöléseként.